# ジョージ・ウィリアムズ (YMCA)

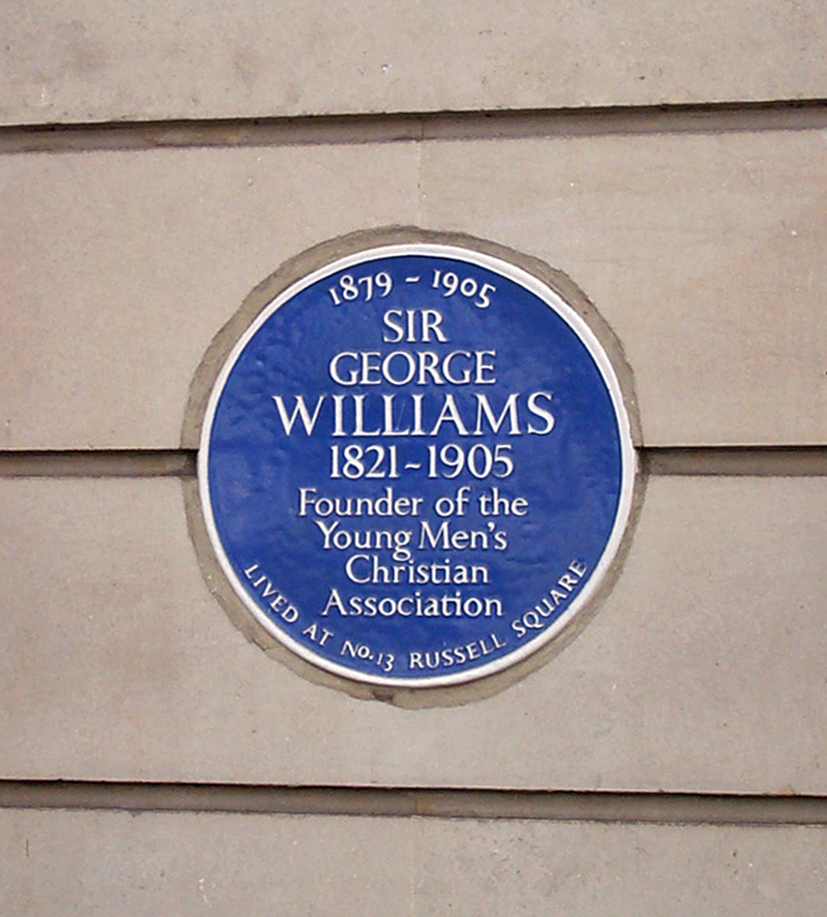
ラッセル・スクウェアにある、彼を記念したレリーフ

サー・ジョージ・ウィリアムズ （英: Sir George Williams、1821年10月11日 - 1905年11月6日）は、イギリスのキリスト教徒、キリスト教青年会（YMCA）の創設者。
第77代英国首相ボリス・ジョンソンは曽孫にあたる。

## 略歴
ウィリアムズは、1821年にイングランドサマセット州のダルヴァートン（en:Dulverton）の農家に生まれた。
若い頃は、不注意で軽率で不信心で無礼な若者だった。

### YMCA創設
彼はロンドンの生地屋に働きに出て、過酷な条件下で働いている若者が多いことに衝撃を受け、犯罪に手を染めないよう、生地屋仲間を中心に青年組織を作った。 その組織が後に「キリスト教青年会」（YMCA）となった。
初期の会への寄付者には、彼の雇用主であったジョージ・ヒッチコックがいた。ウィリアムズは、彼の娘のヘレン・ジェーン・モンデール・ヒッチコックと1853年に結婚した。
1894年には、ヴィクトリア女王より、ナイトに叙勲された。

### 死後
1905年に彼は死去し、セント・ポール大聖堂に埋葬され、ウェストミンスター寺院のステンドグラスに飾られた。
1926年には、彼の名にちなみサー・ジョージ・ウィリアムズ大学（現在のコンコルディア大学）が設立された。